# Marin Marais
Marin Marais (ur. 31 maja 1656 w Paryżu, zm. 15 sierpnia 1728 tamże) – francuski gambista i kompozytor okresu baroku.

## Życiorys
Był uczniem Jeana-Baptiste’a Lully’ego i słynnego muzyka grającego na violi da gamba Jeana de Sainte-Colombe’a. W 1676 Marais został zatrudniony w Wersalu, a 3 lata później został mianowany „ordinaire de la chambre du roy pour la viole”, który to tytuł zachował aż do 1725.
Był mistrzem w grze na violi da gamba. Wydał pięć ksiąg Pièces de viole na ten instrument. W 1740 Hubert le Blanc wspominał o nim jako o ojcu muzyki na violę da gamba na dworze królewskim. Inne dzieła Marais’go to: Pièces en trio i opera Alcyone (1706), znana ze sceny burzy.
Niewiele wiadomo o jego życiu prywatnym. 21 września 1676 poślubił paryżankę Catherine d’Amicourt. Małżonkowie mieli 19 dzieci.
Styl innego dworskiego kompozytora Antoine’a Forqueraya, był wzorowany na energicznym stylu włoskim, zamiast na delikatnym i introwertycznym, typowo francuskim, w którym celował Marin Marais. Z tego powodu mówiono w Wersalu, że Marais grał jak „anioł” (comme un ange), a Forqueray jak „diabeł” (comme un diable).

## Film
Marais i jego muzyka są bohaterami filmu Wszystkie poranki świata (Tous les matins du monde) z 1991. Słychać w nim wiele jego dzieł, m.in. Sonnerie de Ste-Geneviève du Mont-de-Paris z 1723. W filmie grają go Guillaume Depardieu i Gérard Depardieu.

## Posłuchaj
| (audio) | \| (info) \| \| Pièces a Une Viole du Premier Livre (1686) – Prelude – Fantaisie – Allemande – Double – Courante – Double – Sarabande – Gigue – Double – utwór wykonany przez New Comma Baroque \| \| Problem ze ściągnięciem pliku? Zobacz pomoc. \| |
| (info) | |
| Pièces a Une Viole du Premier Livre (1686) – Prelude – Fantaisie – Allemande – Double – Courante – Double – Sarabande – Gigue – Double – utwór wykonany przez New Comma Baroque | |
| Problem ze ściągnięciem pliku? Zobacz pomoc. | |

| (audio) | \| (info) \| \| Chaconne, No. 82 od Premier livre de pièces à une et à deux violes (1689) – utwór wykonany przez New Comma Baroque \| \| Problem ze ściągnięciem pliku? Zobacz pomoc. \| |
| (info) | |
| Chaconne, No. 82 od Premier livre de pièces à une et à deux violes (1689) – utwór wykonany przez New Comma Baroque | |
| Problem ze ściągnięciem pliku? Zobacz pomoc.                                                                       | |

| (audio) | \| (info) \| \| Tombeau de Mr. Meliton, No. 83 od Premier livre de pièces à une et à deux violes (1689) – utwór wykonany przez Viols of Fort Wayne \| \| Problem ze ściągnięciem pliku? Zobacz pomoc. \| |
| (info) | |
| Tombeau de Mr. Meliton, No. 83 od Premier livre de pièces à une et à deux violes (1689) – utwór wykonany przez Viols of Fort Wayne | |
| Problem ze ściągnięciem pliku? Zobacz pomoc.                                                                                       | |

| (audio) | \| (info) \| \| Fragmenty Suite No.3 od Pièces en trio pour les flutes, violon, et dessus de viole (1692) – utwór wykonany przez New Comma Baroque \| \| Problem ze ściągnięciem pliku? Zobacz pomoc. \| |
| (info) | |
| Fragmenty Suite No.3 od Pièces en trio pour les flutes, violon, et dessus de viole (1692) – utwór wykonany przez New Comma Baroque | |
| Problem ze ściągnięciem pliku? Zobacz pomoc.                                                                                       | |

| (audio) | \| (info) \| \| Sonnerie de Sainte-Geneviève du Mont de Paris The Bells of St. Genevieve from La Gamme et Autres Morceaux de Symphonie (1723) – utwór wykonany przez New Comma Baroque \| \| Problem ze ściągnięciem pliku? Zobacz pomoc. \| |
| (info) | |
| Sonnerie de Sainte-Geneviève du Mont de Paris The Bells of St. Genevieve from La Gamme et Autres Morceaux de Symphonie (1723) – utwór wykonany przez New Comma Baroque | |
| Problem ze ściągnięciem pliku? Zobacz pomoc. | |

| (audio) | \| (info) \| \| St. Genevieve Bells – utwór wykonany przez Advent Chamber Orchestra wraz ze Stephenem Balderstonem (wiolonczela) \| \| Problem ze ściągnięciem pliku? Zobacz pomoc. \| |
| (info) | |
| St. Genevieve Bells – utwór wykonany przez Advent Chamber Orchestra wraz ze Stephenem Balderstonem (wiolonczela) | |
| Problem ze ściągnięciem pliku? Zobacz pomoc.                                                                     | |